# Розхановце
Розхановце (слч. Rozhanovce) насељено је мјесто са административним статусом сеоске општине (слч. obec) у округу Кошице-околина, у Кошичком крају, Словачка Република.

## Становништво
| Година:    | 1994. | 2004.   | 2014.   | 2024.    |
| ---------- | ----- | ------- | ------- | -------- |
| Број људи: | 2037  | 2160    | 2368    | 2632     |
| Разлика:   |       | +6,03 % | +9,62 % | +11,14 % |

| Година:    | 2023. | 2024.   |
| ---------- | ----- | ------- |
| Број људи: | 2637  | 2632    |
| Разлика:   |       | -0,18 % |

Према подацима о броју становника из 2011. године насеље је имало 2.284 становника.